# Sporting Clube da Praia

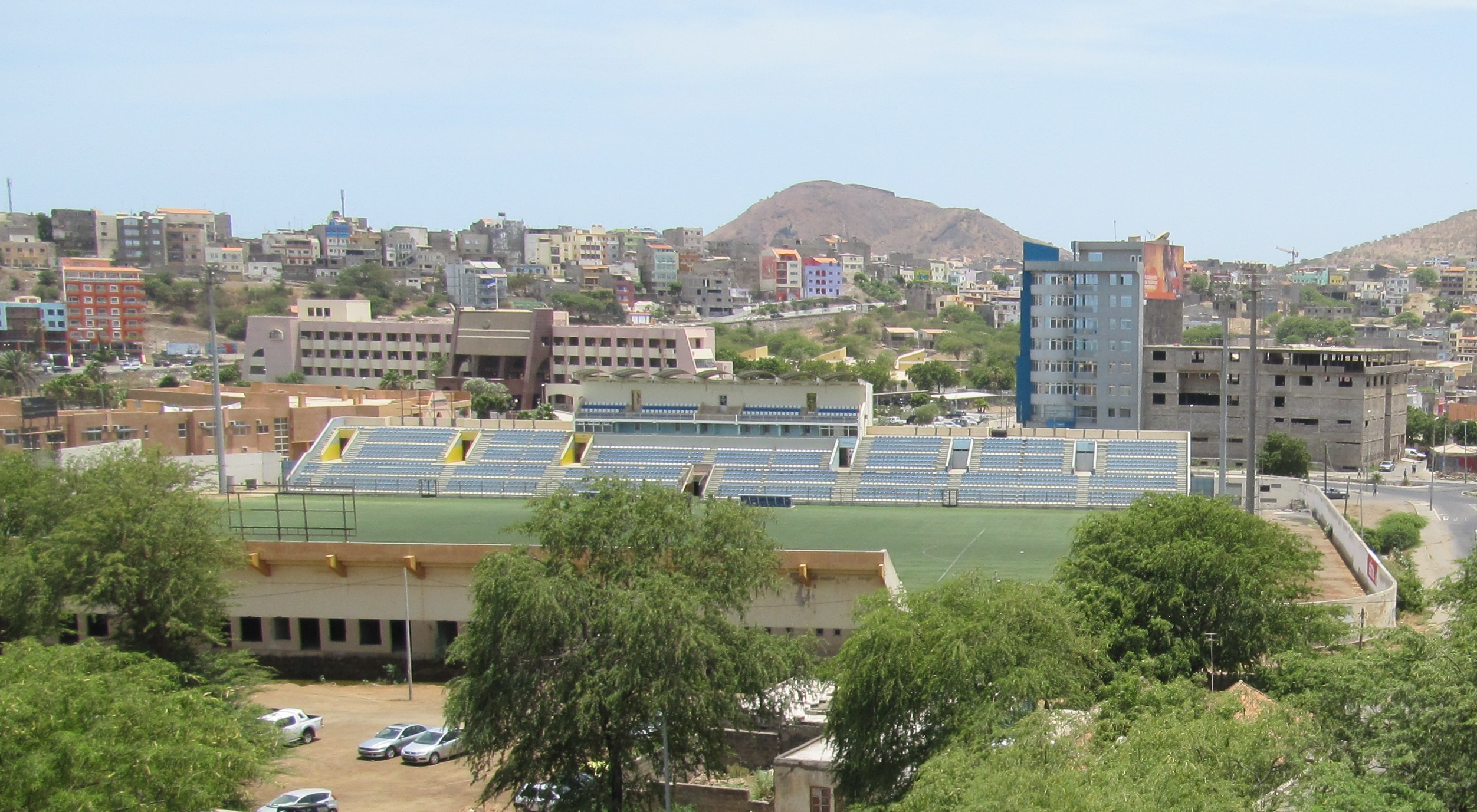
Estádio da Várzea

Sporting Clube da Praia is een Kaapverdische voetbalclub uit de hoofdstad Praia. De club deelt een stadion met andere grote clubs, Académica Praia en CD Travadores.

## Erelijst
Landskampioen
1961, 1969, 1985, 1991, 1997, 2002, 2006, 2007, 2008, 2009, 2012
Voetbalkampioenschap van Santiago
1997, 1998, 2002
Voetbalkampioenschap van Santiago (Zuid)
2002, 2005, 2006, 2007, 2008, 2010, 2012, 2013, 2014
Beker van Praia
2014
Super-beker van Praia
2013
Praia (Santiago-Zuid) Opening Tournament
2001, 2003, 2005

### CAFcompetities
- CAF Champions League: 5 deelnamen

1992 - Eerste ronde
 Port Autonome (Dakar) – Sporting Clube da Praia 0–0, 0–0 (1–3)
2008 - Eerste ronde
 FAR Rabat – Sporting Clube da Praia 3–0, 3-0 (4:5)

## Bekende spelers
- Alex
- Babanco
- Bijou, 2002-2004
- Caló, 1998, 2011 (no. 11)
- Dário 2012 (no. 30)
- Fock
- Ilídio
- Loloti 2012 (no. 4)
- Pecks
- Platini
- Piguita
- Joao Baptista Robalo
- Ronny
- Stopira
- Vargas 2012 (no. 20)

## Bekende voorzitters
- Jorge Carlos Vasconcelos (-1993)
- Dinis Fonseca (1995-2003)
- Rui Évora (2003-2013)
- Paulo Veiga

## Trainers
- Felisberto Cardoso-Beto (2012)
- Alex Teixeira (2012)
- Beto (2014-15 seizoen)
- Janito Carvalho